# ローゼンクランツとギルデンスターンは死んだ

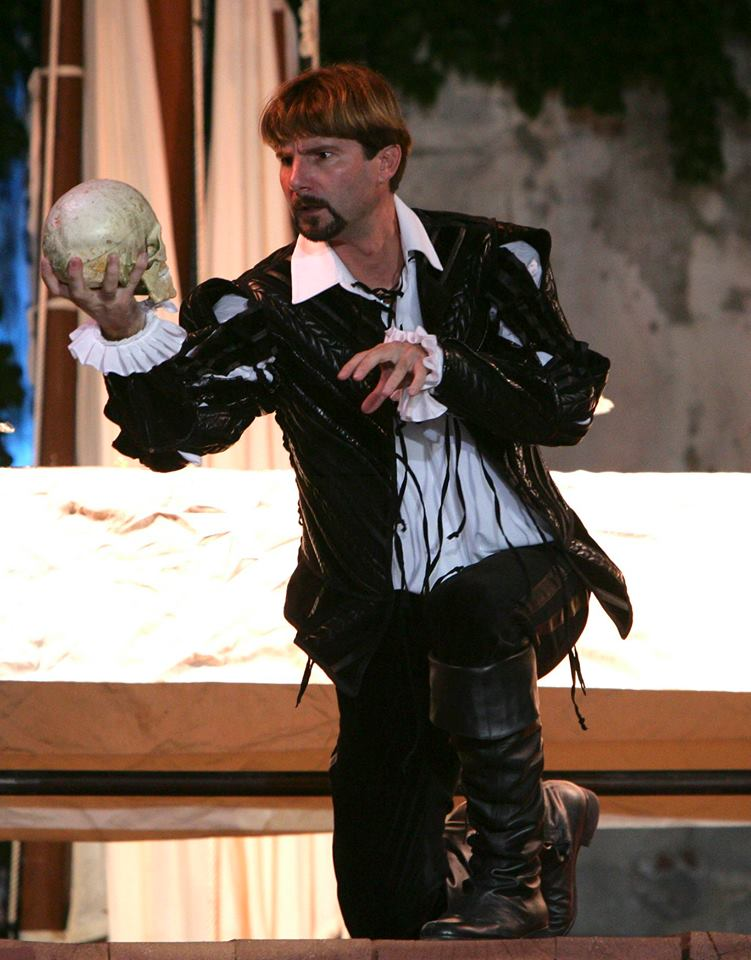
クロアチア、スプリット、ハムレットのシーンでのジョシップ・ゾフコの写真：マトコ・ビルヤク

『ローゼンクランツとギルデンスターンは死んだ』（ローゼンクランツとギルデンスターンはしんだ、Rosencrantz & Guildenstern Are Dead）は、イギリスの劇作家トム・ストッパードの戯曲。1966年のエディンバラ・フェスティバルにて初めて上演された。『ハムレット』にほんの少しだけ登場するローゼンクランツとギルデンスターンという人物を主役にして、『ハムレット』の物語の裏側で彼らに何があったのかを描く。

## 概説
ストッパードの最も有名な作品の一つ。シェイクスピアの『ハムレット』の台詞をそのまま題名にしており、『ハムレット』では端役の2人の人物を主人公とする喜劇である。2人は『ハムレット』におけるのと同様、無能で、状況をあまりよくわかっていない小悪党といった役回りにある。ハムレットと2人の関係は登場頻度の上では原作と逆転しているが、ハムレットを監視しているつもりで実は手玉に取られており、ハムレットの企みで確実に殺される運命にあることでは原作と変わりない。しかし状況を理解できない2人は、ほとんどの時間を、状況に対応して行動するためでなく、機知ある会話や状況の分析や予測に費やす。この膨大な、状況に対して全く働きかけることのない無意味な会話は、とりわけ劇の中心的人物が目的を持たず、自らの置かれた状況を理解していないという点で、サミュエル・ベケットの不条理演劇『ゴドーを待ちながら』と類似している。

## 日本語訳書
- 『ローゼンクランツとギルデンスターンは死んだ』（松岡和子訳 劇書房 1985年）
- 『トム・ストッパードIII　ローゼンクランツとギルデンスターンは死んだ』（小川絵梨子訳 早川書房 2017年）

## 映画
1990年にストッパード自身の監督で映画化された。ローゼンクランツはゲイリー・オールドマンが、ギルデンスターンはティム・ロスが演じている。ヴェネツィア国際映画祭にて金獅子賞を受賞した。

### キャスト
※括弧内は日本語吹替（VHS版）
- ローゼンクランツ - ゲイリー・オールドマン（大平シロー）
- ギルデンスターン - ティム・ロス（大平サブロー）
- 座長 - リチャード・ドレイファス（青野武）
- ハムレット - イアン・グレン（田中秀幸）
- オフィーリア - ジョアンナ・ロス（吉田美保）
- クローディアス王 - ドナルド・サンプター（寺島幹夫）
- ガートルード王妃 - ジョアンナ・マイルズ（藤波京子）
- ボローニアス - イアン・リチャードソン（納谷悟朗）
- イングランド大使 - ジョン・バージェス（藤本譲）